# 경인방송 아침종합뉴스
《경인방송 아침종합뉴스》는 경인방송에서 평일 아침 8시에 방송하는 라디오 뉴스 프로그램이다.

## 개요
- 2024년 7월 8일부터 영어 뉴스가 방송되며, 영어 뉴스가 끝난 뒤 아침 뉴스가 이어진다.

## 앵커
- 경인방송 아나운서